# Astrobunus bernardinus
Astrobunus bernardinus is een hooiwagen uit de familie van de Sclerosomatidae. De wetenschappelijke naam van Astrobunus bernardinus gaat terug op Simon.